# Wolfgang Köhler
Wolfgang Köhler (Reval, 21 gennaio 1887 – Enfield, 11 giugno 1967) è stato uno psicologo tedesco, esponente della psicologia gestaltica.

## Biografia
Köhler studiò filosofia, scienze naturali e psicologia alle università di Tübingen, Bonn e Berlino.  Nel 1909 ottenne il dottorato all'Università di Berlino con la dissertazione Akustische Untersuchungen (ricerche acustiche) sotto Carl Stumpf, dopodiché divenne assistente all'istituto psicologico dell'Università di Francoforte dove collaborò con Max Wertheimer.
Dal 1913 al 1920 (in parte per via della prima guerra mondiale) lavorò alla stazione antropoide di Tenerife nelle Isole Canarie per la Preußische Akademie der Wissenschaften. Lì, condusse ricerche riguardo alle capacità di risolvere i problemi dei primati (in particolare scimpanzé), risultando nel libro Die Methoden der Psychologischen Forschung an Affen (apparso in italiano come "La mentalità delle scimmie").
Dal 1922 al 1935 divenne professore e direttore dell'istituto di psicologia sperimentale dell'Università di Berlino, fondato dal suo maestro Carl Stumpf. Nel 1929 scrisse La Psicologia Gestaltica.
Dopo aver protestato apertamente contro le teorie razziali del nazismo, nel 1934 fuggì dalla Germania e si trasferì negli Stati Uniti dove approdò prima ad Harvard, trasferendosi però poco dopo (nel 1935) al Swarthmore College.
Dal 1958 al 1959 Köhler fu presidente dell'American Psychological Association (Associazione Psicologica Americana). Nel 1962 gli fu conferita la cittadinanza onoraria della Freie Universität Berlin.
Dopo il pensionamento si stabilì nel New England, presso il Dartmouth College.

## Il concetto di Insight per Kohler
Kohler introdusse nelle sue trattazioni il concetto di insight, osservando il comportamento degli scimpanzé posti di fronte a situazioni di tipo problematico (per esempio gli scimpanzé dovevano prendere una banana salendo su una scatola). 
L'insight per Kohler è l'improvvisa scoperta di un nuovo modo di interpretare la situazione totale.  L'insight è dunque la scoperta di rapporti tra gli elementi, rapporti diversi da quelli individuati prima della scoperta. L'analisi dei gestaltisti verte sulla risoluzione dei problemi piuttosto che sull'apprendimento, inteso come accumulo di esperienza e ricorso alla continuità. Ma l'insight non nega l'esperienza passata, nei casi in cui la situazione non presenti possibilità di ristrutturazione e in assenza di strategie, il soggetto ricorre a ciò che gli è già noto, mentre la discontinuità rispetto alle condizioni precedenti, avviene quando la situazione la rende possibile. 
L'insight definisce quindi l'intuizione nella forma immediata e improvvisa.

## L'esperimento di Takete e Maluma
In un esperimento psicologico ideato da Wolfgang Köhler, viene chiesto ad un gruppo di persone di decidere a quale di due immagini assegnare il nome Takete e a quale Maluma. Dal 95% al 98% delle persone scelgono Takete per la figura con gli spigoli, Maluma per quella tondeggiante.

## Opere
- 1917: Intelligenzprüfungen an Anthropoiden (tr. it. L'intelligenza delle Scimmie Antropoidi, Giunti, Firenze, 2009)
- 1920: Die physischen Gestalten in Ruhe und im stationären Zustand: eine naturphilosophische Untersuchung.
- 1929: Gestalt Psychology (Nel 1933 apparso in traduzione tedesca Psychologische Probleme).
- 1938: The place of value in a world of facts (Nel 1968 in tedesco Werte und Tatsachen).
- 1969: The task of Gestalt Psychology (Nel 1971 in tedesco Die Aufgaben der Gestaltpsychologie).